# Kolonia Plucice
Kolonia Plucice (prononciation [kɔˈlɔɲa pluˈt͡ɕit͡sɛ]) est une localité de la gmina de Gorzkowice, du powiat de Piotrków, dans la voïvodie de Łódź, située dans le centre de la Pologne.
Elle se situe à environ 3 kilomètres au sud-est de Piotrków Trybunalski (siège de la gmina), 23 kilomètres au sud de Piotrków Trybunalski (siège du powiat) et 66 kilomètres au sud de Łódź (capitale de la voïvodie).

## Histoire
Avant 2011, la localité s'appelait Plucice-Kolonia

## Administration
De 1975 à 1998, la localité était attachée administrativement à l'ancienne voïvodie de Piotrków.

Depuis 1999, elle fait partie de la nouvelle voïvodie de Łódź.